# 奥科尔戈
奥科尔戈，是西班牙加利西亚自治区卢戈省的一个市镇。 总面积157平方公里，总人口4280人（2001年），人口密度27人/平方公里。